# Dre Mary : mort sur ordonnance
Dre Mary  : Mort sur ordonnance (Mary Kills People) est une série télévisée canadienne en 18 épisodes de 42 minutes créée par Victor Fresco et diffusée entre le 25 janvier 2017 et le 16 juin 2019 sur le réseau Global ainsi qu'aux États-Unis depuis le 23 avril 2017 sur Lifetime pour les deux premières saisons.
Au Québec, cette série est diffusée depuis le 8 février 2018 sur Séries+. Et ensuite sur Max en 2021 
En France, elle est diffusée depuis le 22 septembre 2022 sur Série Club.
Elle reste inédite dans les autres pays francophones.

## Synopsis
La série se déroule autour de la vie de la Dre Mary Harris, une mère célibataire surchargée de travail et médecin des Urgences qui arrondit ses fins de mois comme un ange souterrain de la mort - travaillant en dehors de la loi pour aider les patients qui veulent mourir selon leurs propres conditions. Jusqu'à présent, Mary a réussi à rester sous le radar, mais les affaires sont en plein essor, et sa double vie se complique.

## Distribution

### Acteurs principaux
- Caroline Dhavernas (VQ : elle-même) : Dre Mary Harris
- Jay Ryan (VQ : Frédérik Zacharek) : détective Ben Wesley (Joel)
- Richard Short (en) (VQ : Martin Desgagné) : Dr Desmond « Des » Bennett
- Abigail Winter (VQ : Léa Coupal-Soutière) : Jessica « Jess » Geller, fille adolescente de Mary
- Grace Lynn Kung (VQ : Kim Jalabert) : Annie Chung, infirmière et collègue de Mary et Des
- Katie Douglas (VQ : Ludivine Reding) : Naomi Malik, l'amie de Jess
- Alexandra Castillo (en) (VQ : Ariane-Li Simard-Côté) : Louise Malick, mère de Naomi
- Greg Bryk (VQ : Gilbert Lachance) : Grady Burgess (saison 1)
- Lyriq Bent (VQ : Adrien Bletton) : détective Frank Gaines (saison 1)
- Rachelle Lefèvre (VQ : Mélanie Laberge) : Olivia Bloom (saison 2)
- Ian Lake : Travis Bloom (saison 2)

### Acteurs récurrents et invités
- Sebastien Roberts (VQ : Patrice Dubois) : Kevin, ex-mari de Mary (9 épisodes)
- Lola Flanery (VQ : Alice Déry) : Cambie, fille cadette de Mary (8 épisodes)
- Charlotte Sullivan (VQ : Marie-Evelyne Lessard) : Nicole Mitchell, sœur de Mary (6 épisodes)
- Natalie Lisinska : Carly Dixon (4 épisodes)
- Benz Antoine (en) : Juge Lucas Grant (3 épisodes)
- Joel Thomas Hynes (en) : Sidney « Sid » Thomas-Haye (saison 1, 3 épisodes)
- Matt Gordon (en) : Dr Dennis Taylor (3 épisodes)
- Ellen Dubin : Ellen Dunbrook (3 épisodes)
- Jess Salgueiro (en) : Larissa, petite-amie de Des (3 épisodes)
- Karena Evans (en) (VQ : Geneviève Bédard) : Heather (saison 2)
- Elizabeth Saunders : infirmière Frances Thorp (saison 3)
- Rachael Ancheril : Lucy Oliviera (saison 3)

- Version française
  - Société de doublage : Technicolor - Service Créatifs Montréal
  - Direction artistique : Sébastien Dhavernas[5]
  - Adaptation des dialogues : David Axelrad

 Source et légende : version québécoise (VQ) sur Doublage.qc.ca,

## Production
En janvier 2016, Global a commandé la série,. En juillet 2016, la production débute en annonçant les membres de la distribution.
Le 5 juin 2017, la série est renouvelée pour une deuxième saison. La production reprend en août 2017 en ajoutant Rachelle Lefevre et Ian Lake à la distribution.
Le 4 juin 2018, la série est renouvelée pour une troisième saison, qui sera la dernière. La production a débuté en janvier 2019, invitant Elizabeth Saunders et Rachael Ancheril.

## Épisodes

### Première saison (2017)
1. Bloody Mary (Bloody Mary)
2. Le Styx (The River Stix)
3. Déposer les armes (Wave the White Flag)
4. Élevée par des loups (Raised By Wolves)
5. Le Berceau de Judas (The Judas Cradle)
6. Belle-de-jour (Morning Glory)

### Deuxième saison (2018)
Cette saison de six épisodes est diffusée depuis le 3 janvier 2018 sur Global et à partir du 12 mars 2018 sur Lifetime.
1. Les Grands Moyens (The Means)
2. Le Contact (The Connection)
3. Deux cœurs battant (Twin Flames)
4. À la vie, à la mort (Ride or Die)
5. La Révélation (Come to Jesus)
6. Le Talon d'Achille (Fatal Flaw)

### Troisième saison (2019)
Elle est diffusée depuis le 12 mai 2019 sur Global. Cette saison n'aura pas de diffuseur américain.
1. La foi naît du doute (The Key to Faith)
2. Une histoire de fille (Girl Problems)
3. Une fin tragique (No Happy Endings Here)
4. Il y a des arbres aussi en Suisse (Switzerland Has Trees)
5. Le loup dans la bergerie (Wolf, Meet Henhouse)
6. Sainte-Mary (A Goddamned Saint)

## Accueil
Lors de leur première diffusion, le premier épisode a été regardé par 1,059 million de téléspectateurs et le deuxième, 1,045 million.